# Castello di Ettersburg

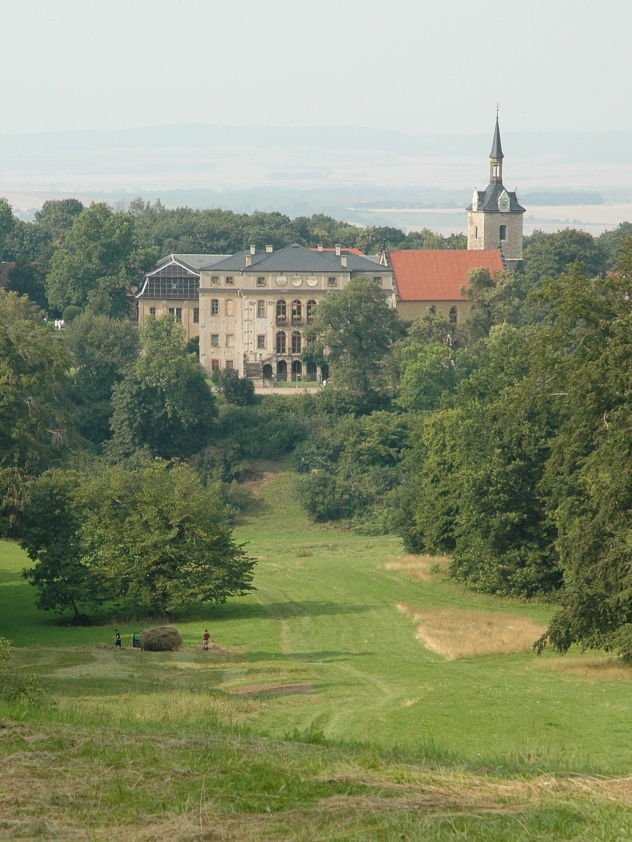
Castello di Ettersburg vicino a Weimar prima della ristrutturazione

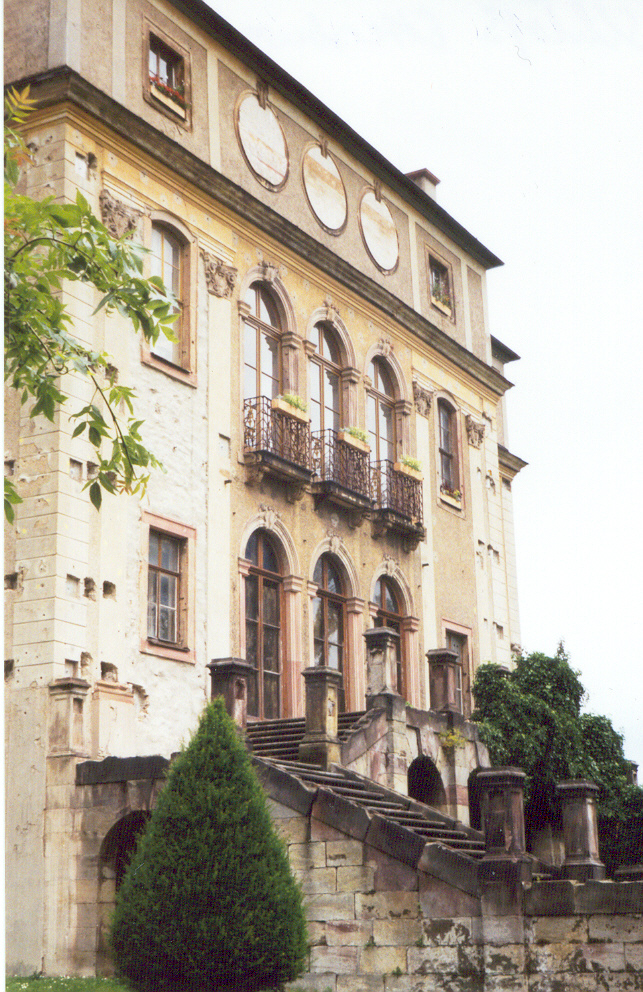
Lato sud (ingresso principale) del castello prima della ristrutturazione

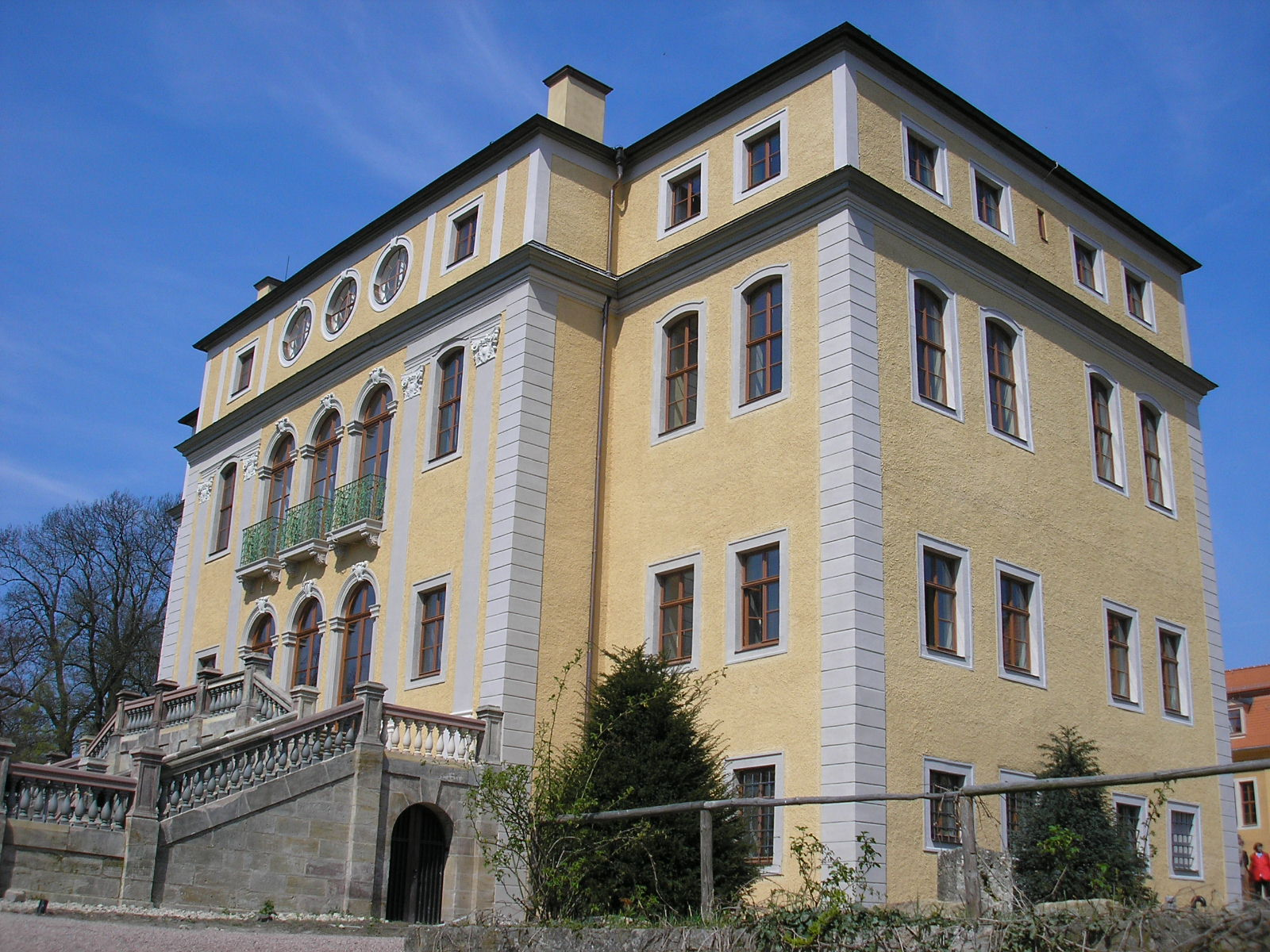
Castello di Ettersburg dopo la ristrutturazione

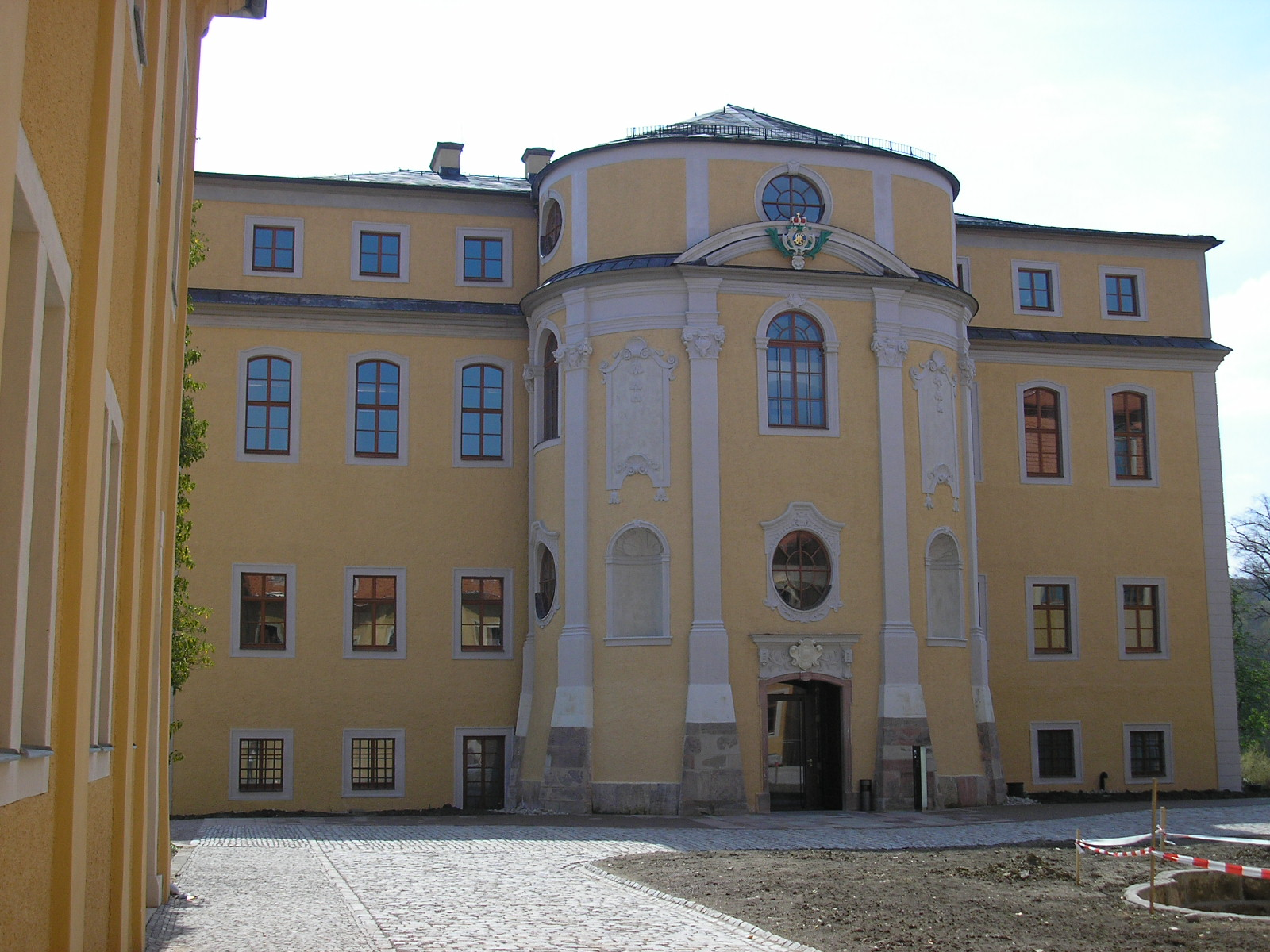
Dopo la ristrutturazione

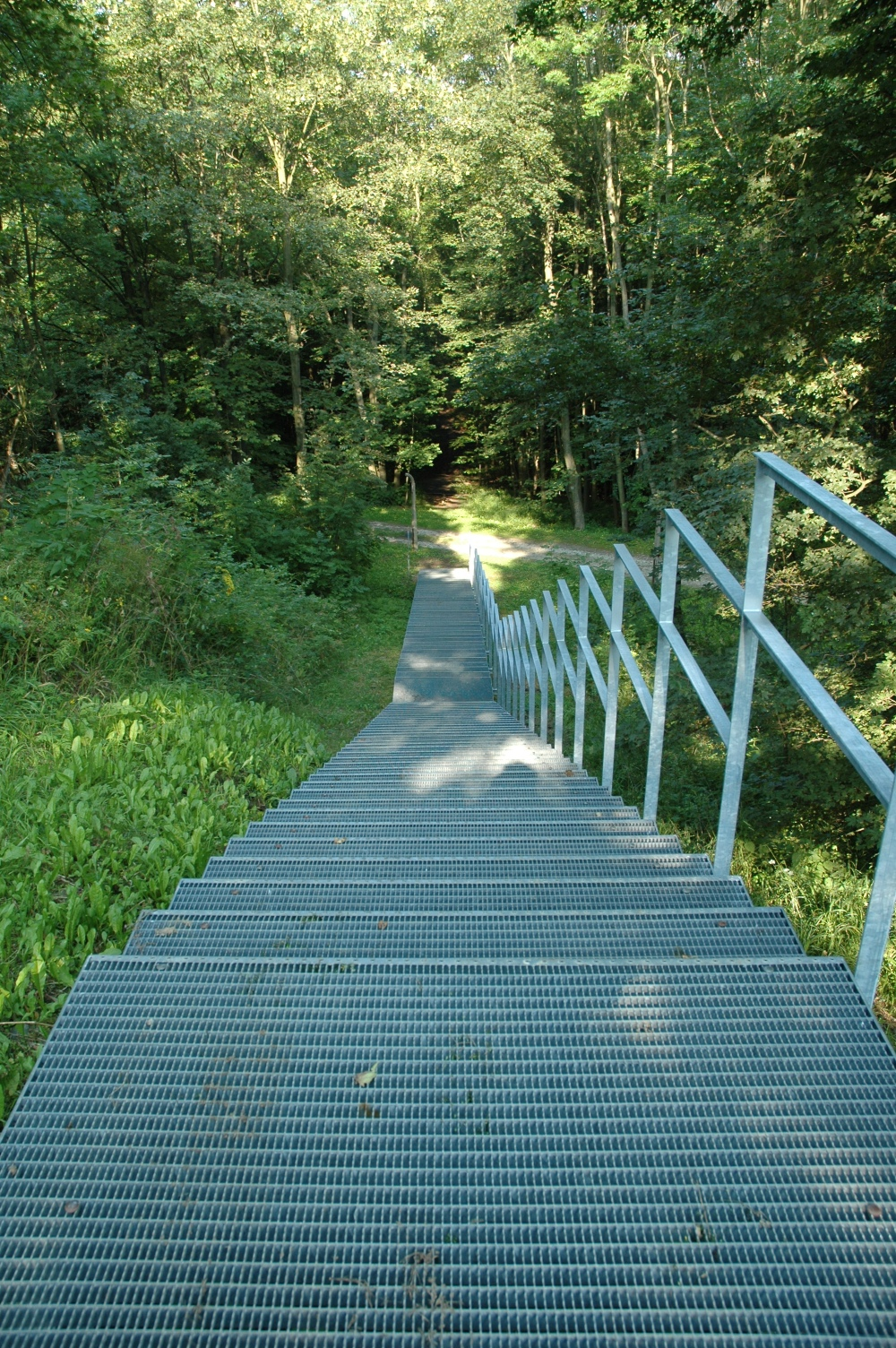
Collegamento tra il primo Campo di concentramento di Buchenwald al castello di Ettersburg

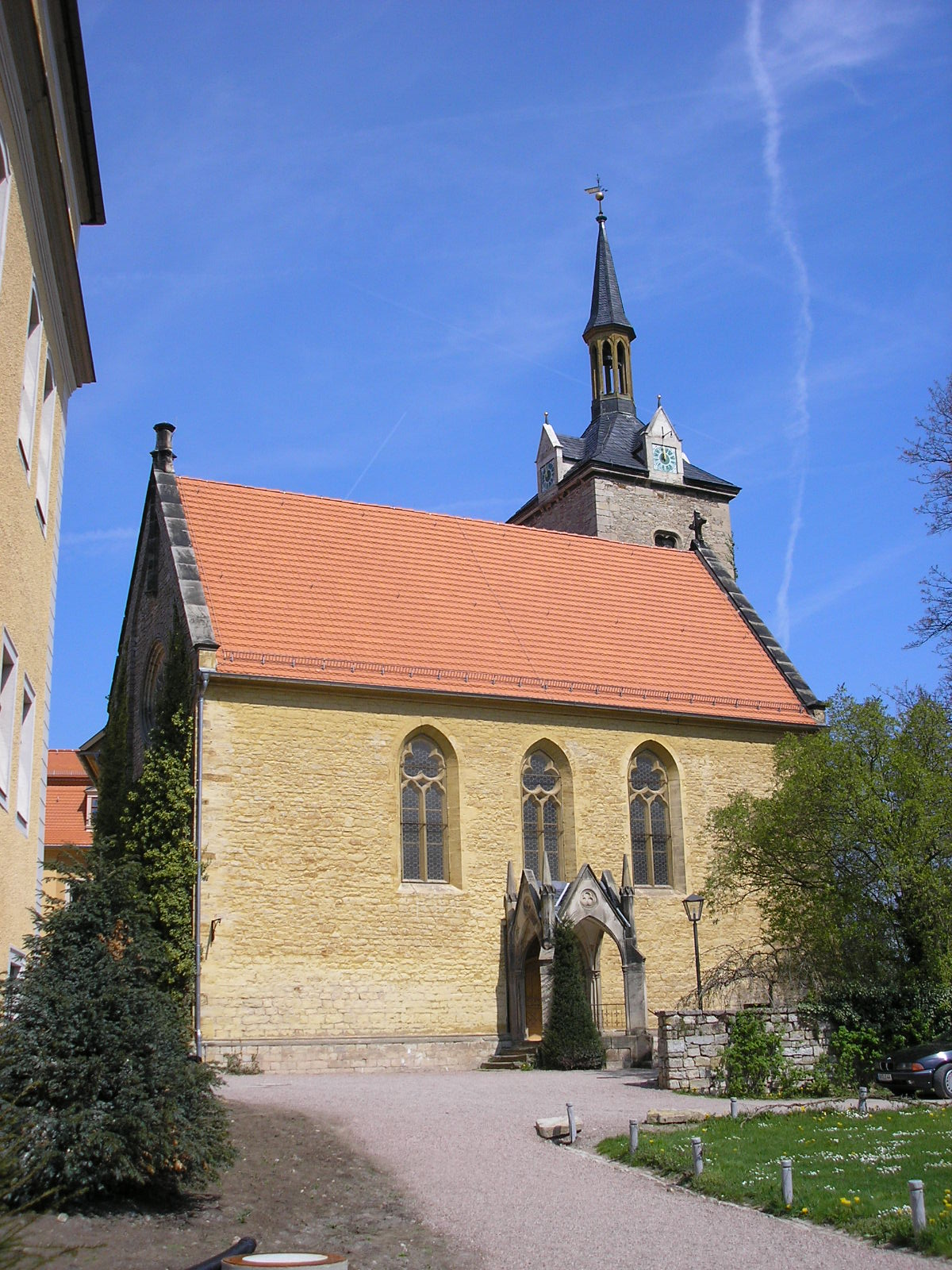
Chiesa del castello di San Giustino e Laurenzio

Il castello di Ettersburg ed il suo parco si trovano in Turingia a Ettersburg sul monte Etter (474 m), un crinale allungato a nord di Weimar. Fa parte della Weimar classica, ed è patrimonio mondiale dell'UNESCO dal 1998.

## Storia

### Istituzione
Il duca Guglielmo Ernesto di Sassonia-Weimar, che amava cacciare nelle foreste dell'Ettersberg, fece costruire il castello immediatamente a ovest del villaggio di Ettersburg negli anni 1706-1712 come edificio a tre ali. Nel 1722 aggiunse il cosiddetto Castello Nuovo tre piani. Suo nipote e successore Ernesto Augusto fece ricostruire il castello, nel 1728-1740, e aggiunse una scala esterna. La storia del castello, così come i suoi arredi originali, è difficile da ricostruire nonostante il suo buono stato di conservazione, poiché le prime immagini sono andate bruciate.
Dopo l'insediamento del duca Carlo Augusto, la duchessa madre Anna Amalia utilizzò il castello come residenza estiva dal 1776 al 1780. È qui che si riuniva il suo circolo letterario e musicale, del quale Wieland, Goethe, Herder, il narratore Johann Karl August Musäus e l'attrice Corona Schröter erano membri. Vi si esibì anche il Weimar Liebhabertheater. Dal 1780 questa residenza estiva fu trasferita al castello di Tiefurt, dove la tenuta era stata ricostruita. Successivamente, il castello di Ettersburg venne visitato soltanto sporadicamente. Friedrich Schiller vi completò la sua opera Maria Stuart nel 1800.
Solo nel XIX secolo, il Granduca Carlo Alessandro e la Granduchessa Sophie vi ripresero la tradizione musicale. Nel 1842 Carlo Alessandro sposò la principessa Sophie dei Paesi Bassi e la scala esterna del Palazzo Nuovo fu un regalo di nozze della famiglia reale olandese. Ettersburg divenne residenza estiva granducale ereditaria e negli anni successivi ospitò nuovamente personalità illustri, come Hans Christian Andersen, Emanuel Geibel, Friedrich Hebbel, Franz Liszt e altri. Nel 1845 fu creato un parco nello stile del giardino all'inglese su progetto dell'architetto paesaggista Eduard Petzold e del "principe del parco" Hermann von Pückler-Muskau.
Nel 1918 il castello di Ettersburg divenne proprietà dello Stato della Turingia. Dal 1923 è stato affittato ad Alfred Andreesen e gestito da Hermann Lietz per 30 anni come scuola Hermann Lietz della fondazione "Deutsche Landerziehungsheime". Circa 80 studenti e insegnanti vivevano nel complesso del palazzo, incluso Wernher von Braun.
Il castello di Ettersburg è uno dei castelli di caccia più grandi e complessi della Turingia.
Il campo di concentramento di Buchenwald venne istituito nel 1937 nell'area del castello. La scuola Lietz fu inizialmente confiscata dalle SS e chiusa nel 1945.
Nei decenni successivi alla seconda guerra mondiale, il castello fu trascurato e cadde in rovina. All'inizio fungeva da centro di formazione per impiegati e pubblici ministeri e, dopo una ristrutturazione, negli anni '60 e '70, è stato utilizzato come casa di riposo. Studenti, bambini della città di Ettersburg, volontari e persone interessate alla cultura hanno salvato il castello e la chiesa dal completo declino durante l'era della RDT. I lavori di manutenzione e riparazione della collegiata sono stati eseguiti a partire dal 1984. La navata è stata ricostruita dal 1985 al 1988 nelle condizioni più difficili. Anche durante questo periodo di costruzione, la chiesa è stata un punto di incontro per una varietà di eventi culturali ed è stata costantemente sorvegliata dalla Stasi.

### Riqualificazione
Al castello vennero prese misure per proteggere la struttura dell'edificio, ma una ristrutturazione completa non è stata possibile fino al 2006 per motivi finanziari. Un'associazione sponsor, Kuratorium Schloss Ettersburg, fondata nel 1990, aveva l'obiettivo di salvare il castello vicino a Weimar, che era minacciato dal degrado, e organizzò un programma diversificato di eventi con un'ampia varietà di mezzi artistici e con riferimento al luogo. Nell'ottobre 2009 l'associazione si è sciolta. Pannelli espositivi sulla storia del castello possono essere visualizzati tutto l'anno.
Nel novembre 2005, la Fondazione Weimar Classic ha consegnato il palazzo all'istituto educativo BAU Hessen-Turingia, un'associazione educativa senza scopo di lucro, mediante un contratto ereditario di diritto di costruzione per un periodo iniziale di 55 anni.
La rivitalizzazione strutturale della proprietà è iniziata nel luglio 2006. La ristrutturazione puramente strutturale è costata quasi 9 milioni di euro ed è stata chiusa alla fine dell'anno 2007/2008.
L'insieme di palazzo e parco è stato insignito del Premio Nazionale per lo Sviluppo Urbano Integrato e la Cultura dell'Edilizia dal Ministero Federale dei Trasporti nel 2009.
Nel 1999, una corsia nel parco, che era stata tagliata 250 anni fa, è stata ripristinata: questa "corsia del tempo" conduce dal castello all'attuale monumento commemorativo sul terreno del campo di concentramento di Buchenwald.